# Готовка в вакууме

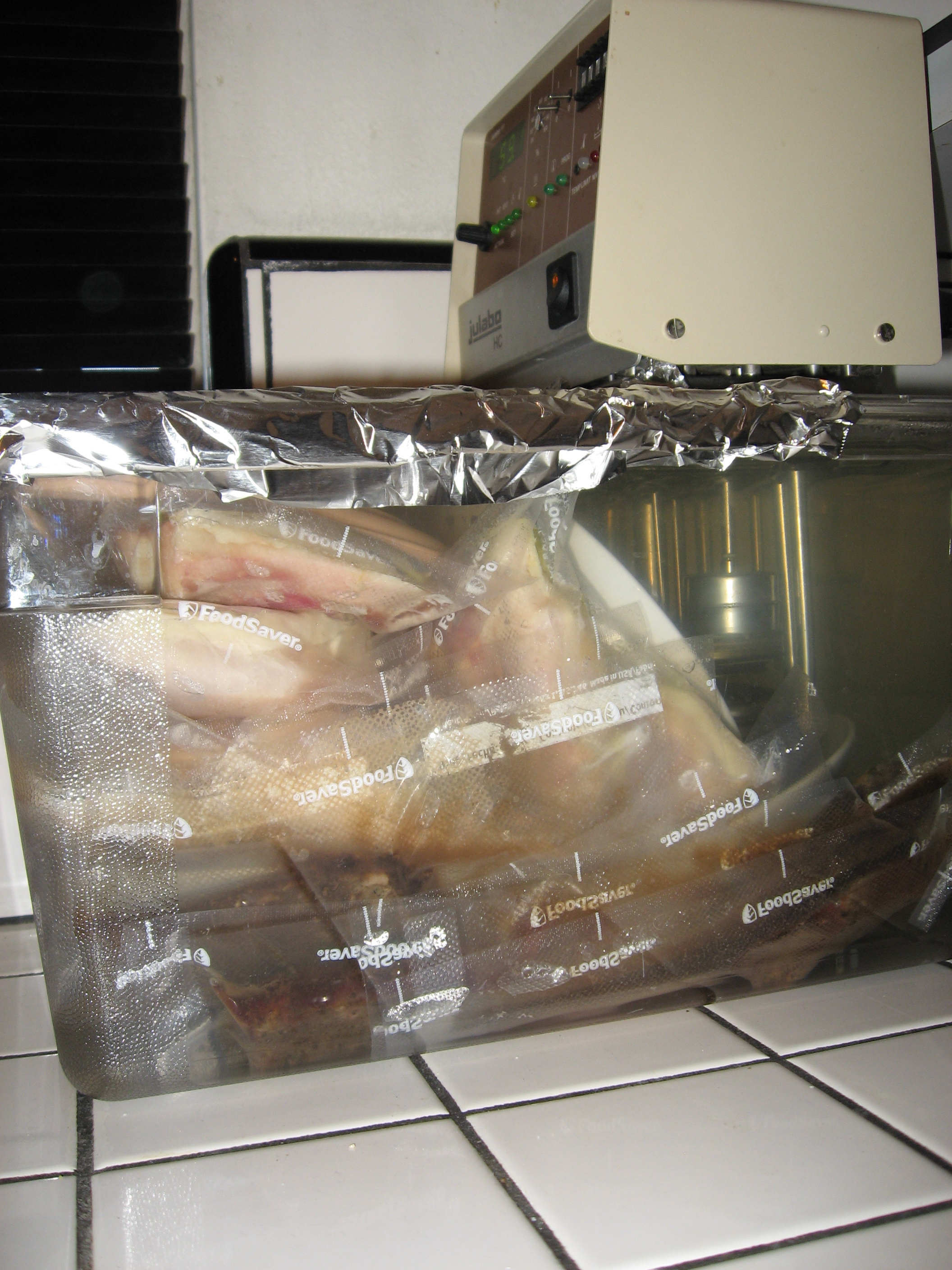
Готовка под вакуумом. Пакеты с продуктами погружены в прозрачный контейнер с водой, закрытый сверху фольгой; на контейнере сверху стоит программируемый нагреватель

Готовка в вакууме (также су-вид, от фр. sous-vide, «под вакуумом») — метод приготовления пищи, при котором мясо или овощи помещаются в пластиковый пакет с откачанным воздухом и медленно готовятся при сравнительно низкой и точно контролируемой температуре, обычно в водяной бане. Су-вид — одно из самых важных усовершенствований в современной кулинарии, которое, несмотря на сравнительную сложность оборудования, на самом деле упрощает процесс приготовления пищи.

## Процедура
Готовка в вакууме включает упаковку продуктов в пластиковые пакеты с откачанным воздухом (отсюда и название) с дальнейшим разогревом при точно контролируемой температуре — обычно около 55—60 °C, для овощей используются и более высокие температуры. Разогрев пищи производится в течение очень длительного времени, до 96 часов. Как и при других приёмах медленного приготовления пищи, длительное использование невысокой температуры обеспечивает равномерную готовность по всей толщине приготавливаемого куска мяса или овощей. Благодаря использованию герметичного пластикового пакета продукты сохраняют исходный уровень влажности.
Гарольд Макги (англ. Harold McGee) отмечает, что название технологии выбрано неудачно (он предпочёл бы «прецизионная готовка»), поскольку контролируемое применение тепла важнее, чем изолирующий пакет. Вакуумный пакет, тем не менее, помогает сохранить форму мяса и рыбы, а также сжимает ломтики фруктов так, что они становятся более прозрачными. Еду в природной оболочке (например, яйца) можно готовить без пакетов.

## История
Многие способы приготовления пищи были изобретены в попытках точнее контролировать температуру; готовка под вакуумом стала высшим достижением этого поиска.
Технология была впервые описана Бенджамином Румфордом в 1799 году (он использовал горячий воздух вместо водяной бани). В 1960-х годах метод был повторно открыт американскими и французскими инженерами и первоначально использовался в лабораториях для исследований, а затем для промышленного предохранения продуктов от порчи, особенно в больницах.
Современное использование в ресторанном деле началось в 1970-х годах и связано с именами биохимика Бруно Гуссо и мясника Жоржа Пралю. Они пришли к готовке под вакуумом с совершенно разными целями. Гуссо, тогда работавший во французской лаборатории «Sepial», получил заказ от Жака Бореля, главы компании быстрого питания Wimpy's, на разработку метода использования дешёвого мяса. Гуссо обнаружил, что длительный разогрев упакованного в пакет мяса в водяной бане при 60 °C размягчает его и сохраняет сочность. Гуссо опубликовал свои результаты (в соавторстве) на конференции в Международном институте холода в 1974 году. В том же 1974 году Пралю, работая по поручению владельца ресторана Труагро в Роане, изучал возможность готовки фуа-гра, с сохранением текстуры и без потери жира с целью экономии дорогого ингредиента. Пралю независимо открыл су-вид. Оба изобретателя продолжили работу, иногда по отдельности: Пралю — для ресторанов (в 1979 году открыл кулинарную школу), Гуссо — для промышленности; иногда вместе: в 1981 году компания «Cryovac» наняла Гуссо, чтобы систематизировать знания Пралю. Гуссо провёл многочисленные исследования в этой области и даже обучал поваров на курсах во время работы в компании «Cuisine Solutions». К 1986 году Гуссо совместно с поваром Жоэлем Робюшоном создал новое меню для Национальной компании французских железных дорог, которое полностью было основано на готовке в вакууме.
После работ Пралю и Гуссо готовка под вакуумом быстро стала популярной в перворазрядных европейских ресторанах. Распространение в США было медленным из-за позиции Управления по санитарному надзору за качеством пищевых продуктов и медикаментов, которое было озабочено безопасностью обработки продуктов при низкой температуре. В 2000 году Жерар Бертолон (фр. Gérard Bertholon) продемонстрировал американским поварам преимущества су-вида. С начала 2000-х годов практически любой ресторан со звездой Мишлен имел аппарат для готовки в вакууме. В 2010-х годах, после появления сравнительно недорогих (от 200 $) устройств, метод стал массово применяться и при домашнем приготовлении еды.

## Особенности
Основное преимущество су-вида состоит в том, что многие традиционные способы приготовления пищи (варка, жаренье) используют температуры значительно выше той, которую планируется достичь внутри продукта. Например, при обжарке баранины целевая температура составляет всего 54,5 °C (чтобы снятое с огня мясо достигло желанных 60 °C в сердцевине), а внешние температуры выше на 100 °C или более, потому время обработки является критическим и требуется опыт, чтобы вовремя прекратить разогрев. С использованием су-вида повар просто устанавливает на шкале температуру 60 °C. Для ресторанов су-вид облегчает достижение важнейшего качества — воспроизводимости.
Готовка под вакуумом также позволяет повару меньше обращать внимание на время приготовления пищи. Та же баранина достигнет 60 °C за полчаса — после чего её можно сразу сервировать, а можно и оставить вариться, пока не придёт время подавать блюдо гостям (конечно, безграничное продолжение процесса невозможно — через день баранина будет на вкус сильно переготовленной, хотя внешне и будет по-прежнему выглядеть хорошо). Приготовление некоторых блюд упрощается настолько, что Т. Келлер говорит о «бездуховности» на примере глазировки моркови на сковороде — трудного процесса, в котором легко допустить ошибку, в то время как из су-вида раз за разом выходят идеально глазированные морковки. Он же сообщает об облегчении, которое испытали повара его ресторана «The French Laundry», когда им по гигиеническим соображениям запретили делать омара пашот под вакуумом («помещение пластикового пакета в горячую воду на двадцать минут не требует навыков»).
Упаковка продуктов в пластиковые пакеты позволяет сохранить естественные соки, которые обычно теряются при варке (тот же приём можно применять и при обычном томлении). Регулируемая сравнительно низкая температура предотвращает подгорание, которое возможно при высокотемпературных способах приготовления пищи (жарка, жарка на гриле), когда поверхность пищи открыта температурам, сильно превышающим те, которые должны быть в итоге готовки достигнуты в глубине.
Температура готовки в вакууме принципиально ниже температуры кипения воды, потому метод невозможно использовать для выпечки, приготовления макарон и других блюд из злаков. По той же причине реакция Майяра не проходит, так что для образования аппетитной корочки после извлечения из пакета блюдо придётся обжарить на сковороде или обжечь.
Напитки: приготовление настойки в су-виде, и его старорусский вариант — запеканка.

## Оборудование
Готовка в вакууме разделяется на два этапа: вакуумная упаковка и тепловая обработка.

### Упаковка

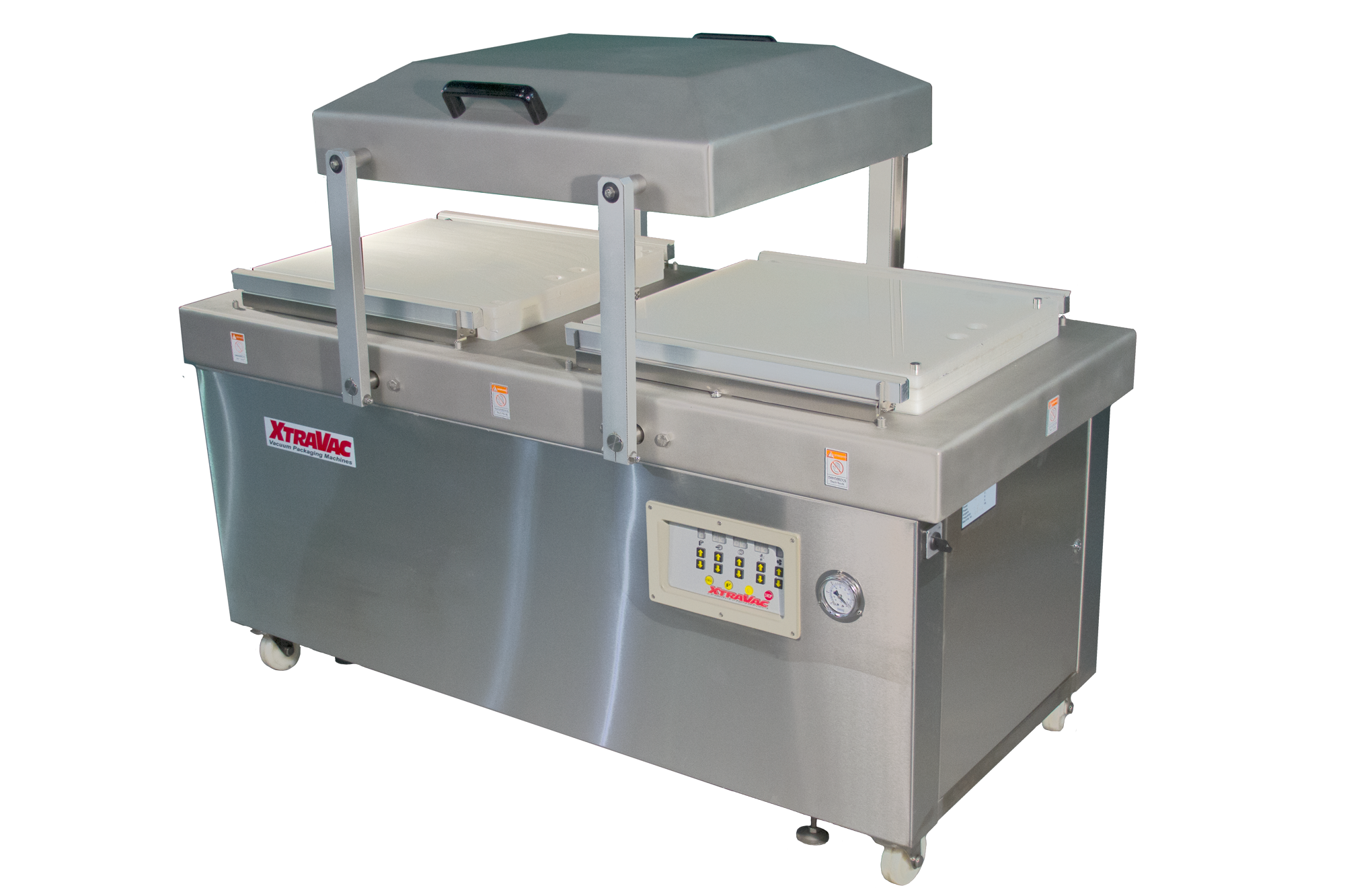
Упаковочная машина с двумя вакуумными камерами

Для упаковки еды в специальные пригодные для пищевых продуктов и стойкие к нагреву до точки кипения пакеты может использоваться любая машина для вакуумной упаковки. Профессиональные повара используют специализированные вакуумные камеры, которые позволяют регулировать уровень разрежения а также могут упаковывать жидкие ингредиенты. Упаковочные машины для домашнего использования создают недостаточное для упаковки твёрдых овощей разрежение, а также склонны высасывать жидкости вместе с воздухом.

### Обработка

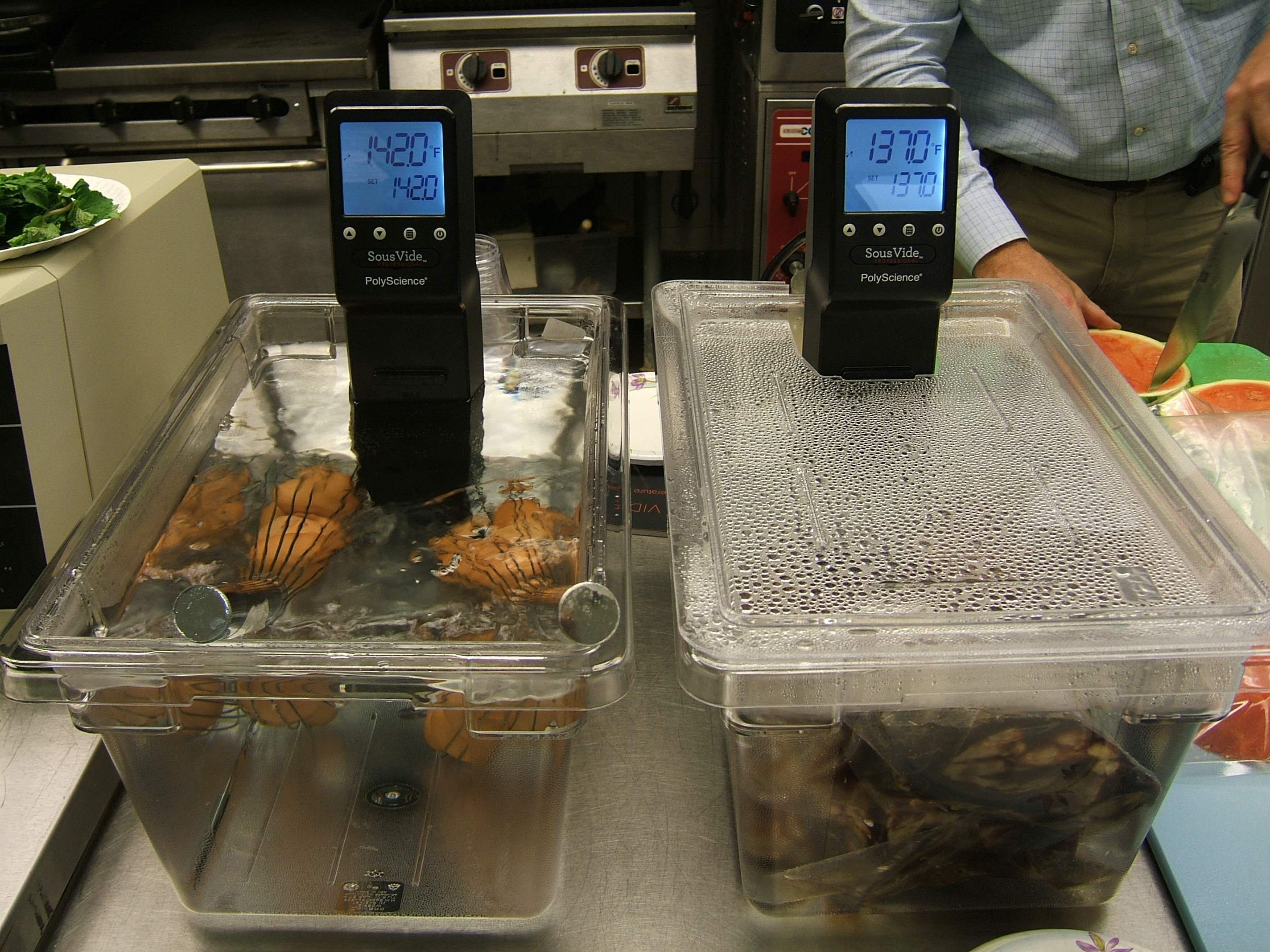
Погружные термостаты в ресторане

Для разогрева используется специальный агрегат с термостатом и насосом для циркуляции воды (англ. immersion circulator, в русском языке обычно используется термин «погружной термостат»), который устанавливается на край любой ёмкости достаточного размера. Сверху ёмкость закрывается (фольгой, пластиком и т. п.), чтобы предотвратить испарение воды. Профессиональные повара используют специальные прозрачные короба с крышкой, похожие на аквариумы, с подставками под пакеты из нержавеющей стали для облегчения циркуляции.